# Johannes Hohlenberg
Johannes Edouard Hohlenberg (21. maj 1881 i København – 10. maj 1960 sammesteds) var en dansk forfatter og maler, der levede fra 1881 til 1960

## Liv og virke
Johannes Edouard Hohlenberg var en dansk forfatter og maler. Hans far var præst i Holmens Kirke i København og var grundtvigiansk præget. Hohlenberg blev student i 1898 og begyndte som malerelev hos maleren Kristian Zahrtmann. Efter læretiden var han medhjælper hos billedkunstneren Joakim Skovgaard og deltog i udsmykningen af Viborg Domkirke. Frem til 1905 fortog han flere udenlandsrejser til Tyskland, Italien, Holland og Frankrig, og fra 1906 opholdt han sig han 5-6 år i Paris, hvor han drev sin egen malerskole og deltog i kunstnerlivet. I 20-års alderen blev han anset for at være en habil maler og tegner. Det blev imidlertid som skribent og forfatter, Hohlenberg blev kendt. Efter rejser til Ægypten (1911-12), hvor han studerede Kheopspyramiden, og Indien (1915) hvor han mødte den indiske guru Sri Aurobindo (1872-1950), skrev han et par bøger om Østens tænkning og mystik: ”Yoga og dens betydning for Europa” (1916), ”Kheopspyramiden og dens hemmelighed” (1917).
Efter 1. verdenskrig fik Hohlenberg kontakt med den antroposofiske bevægelse og mødte i 1920 grundlæggeren af bevægelsen, Rudolf Steiner. Han fik herefter en central rolle i arbejdet med udbredelsen af Steiners tanker i Danmark og i de nordiske lande. Hohlenberg blev generalsekretær i det danske antroposofiske selskab 1923-31. Hohlenberg blev redaktør af det nordiske antroposofiske tidsskrift Vidar 1926-40, og i 1930’erne var han og Nicolai Blædel de vigtigste bidragsydere til det norske antroposofisk præget tidsskrift, Janus.
I 1932 udgav han den lille bog Mellem Enevælde og Diktatur. En Samfundsstudie, der gav en kortfattet pædagogisk redegørelse og original fortolkning af Rudolf Steiners tregreningslære og specielt underkastede det politiske suverænitetsbegreb en kritisk analyse i forbindelse med fremlæggelsen af et nyt statsbegreb.
I 1935 skrev Hohlenberg sammen med K. Engelbrecht Kristiansen: ”Bogen om J.A.K.” Den rentefri samfundsbank, Jord, Arbejde og Kapital (JAK) blev oprettet i 1931 som følge af landbrugskrisen. Denne banks udstedelse af andelspenge, der skulle indføre rentefri finansiering af samfundet, blev i 1933 kendt ulovlig. Debatten og den politiske proces omkring banken beskrives i Hohlenberg og Kristiansens bog. Hohlenberg var samtidig fra 1. juni 1935 til 1. juni 1936 redaktør af J.A.K-Bladet, et blad, der i denne periode kom hver anden dag med et oplag på ca. 7.000. Hohlenberg er især kendt for to bøger om Søren Kierkegaard, Søren Kierkegaard, der udkom i 1940 og Den Ensommes Vej, der udkom i 1948. De betragtes som Hohlenbergs hovedværker og er udkommet i flere udgaver og oversat til en række sprog.
Efter anden verdenskrig kastede Hohlenberg sig ud i debatten om en ny grundlov med bogen: Kampen mod staten. En Krog i Leviathans Næse. Politiske Betragtninger efterfulgt af et Udkast til en Grundlov for Kongeriget Danmark. (1947). Her fremhævede Hohlenberg, at demokratiet kun har mening i forhold til at kunne værne den enkelte. I forlængelse af den steinerske tregreningslære ønskede han på én gang at give staten mindre og mere magt. Mindre magt i forhold til det kulturelle liv og økonomien, mere magt ved at give staten den opgave at sikre en minimumslevefod for alle borgere. Bogen afsluttes med et konkret forslag til en ny grundlov, der følger ovenstående tanker.
Men efter krigen gav han sig på ny i kast med tidsskriftvirksomhed, idet han oprettede tidsskriftet Øjeblikket. Tidsskrift for Økonomisk og Aandelig Frihed (1947-54), som han redigerede og for en stor del selv skrev. Efter tidsskriftets ophør udsendte han og diplomaten Peter Skovn en samling artikler fra tidsskriftet i bogen Ansigtet bag masken. Hvad den parlamentariske kommission ikke vilde vide (1955). Heri retter de stærke beskyldninger mod samarbejdspolitikerne og den parlamentariske kommissions behandling af besættelsestiden.
Hohlenberg var tæt forbundet med Norge. I 1930'erne var han en af hovedbidragyderne til det norske antroposofiske tidsskrift Janus, og på grund af sit ægteskab med en norsk kvinde (Eli Hohlenberg, født Wiersholm, 1905-1985) og redaktørjobbet på Vidar opholdt han sig i Norge under krigen på øen Tjørne nær Tønsberg (1939-46).
Han er begravet på Holmens Kirkegård. Han er bl.a. gengivet i en buste af Viggo Jarl (1948).

## Johannes Hohlenbergs økonomisk-politiske filosofi
En række af Hohlenbergs småartikler i J.A.K-Bladet i 1935-36, repræsenterer stor teoretisk originalitet på det økonomisk-politiske område. De er derudover formuleret med en sådan pædagogisk kvalitet, at de har interesse for et større publikum i en tid med økonomisk krise, hvor principielle penge- og bankspørgsmål igen er kommet på den politiske dagsorden.
Hohlenberg er ikke let at placere i det politiske spektrum, fordi han går på tværs af vores normale forestillinger om økonomi og politik. Af de højreorienterede blev han i forhold til nogle økonomisk-politiske forhold betragtet som kommunist, mens han af venstreorienterede blev anset for at være reaktionær eller nærmest fascistisk. Han bragte med forfatteren Jacob Paludans ord ”uorden i politiske tænkevaner”.
Den demokratiske stat (hvor flertallet bestemmer) bør for Hohlenberg være en begrænset stat, fordi den økonomiske og den kulturelle sfære i et demokratisk samfund ikke bør være underlagt statens (flertallets) suverænitet. På det kulturelle område er det den enkelte, der er suveræn. Ingen kan bestemme, hvad den enkelte person skal tro og tænke. Og på det økonomiske område bør staten heller ikke have suverænitet. Her ligger suveræniteten hos de økonomiske aktører (producenter og forbrugere) i fællesskab. Men staten bør sikre den enkelte retten til en andel af det samlede produktionsresultat, en samfundsdividende. Fordi man tillægger staten al suverænitet i samfundet, var man efter Hohlenbergs mening på vej mod et totalitært demokrati.

## Værker
- Hohlenberg, Johannes (1916) Yoga i dens Betydning for Europa. København: Kristiania (2. udg. 1920), (3. udg. 1952),( 4. udg.) 1967). Svensk 1917 (2.utg.) 1918), islandsk 1920, tysk 1954.
- Hohlenberg, Johannes (1917) Kheopspyramiden og dens Hemmelighed. København (2. udg.1918), (3. udg. 1920), (3. udg.1923), (4. udg. 1951), (5. udg.1967). Svensk udg. 1918.
- Hohlenberg, Johannes (1918) Michel de Nostredame, kaldet Nostradamus, en Undersøgelse af hans Profetiers Indhold og Overensstemmelse med Historien, og en Studie over den profetiske Evnes Natur og dens Betydning for den menneskelige Erkendelse. København. (2. udg. Nostradamus. En psykisk Studie. 1918).
- Hohlenberg, Johannes (1923) Kaspar Hauser. En Sjæls Tragedie, Tilegnet Opdragere. København
- Hohlenberg, Johannes (1928) Goethes Faust i det tyvende Aarhundrede. København. Tysk udg. 1931.
- Hohlenberg, Johannes (1932) Mellem Enevælde og Diktatur. En Samfundsstudie. København: Povl Branner
- Hohlenberg, Johannes og K. Engelbrecht Kristiansen (1935) Bogen om J.A.K. I. København. Udgivet af Samstyrelsen J.A.K. I Kommission hos Povl Branner. 1965. Fotografisk optryk. J.A. K. 1970
- Hohlenberg, Johannes (1949) Søren Kierkegaard, København: Hagerup. 2. udg. 1963 København: Aschehoug. Svensk 1943, tysk 1949, hollandsk 1949, engelsk 1954, fransk 1956, japansk 1968.
- Hohlenberg, Johannes (1947) Kampen mod Staten. En Krog i Leviathans Næse. Politiske Betragtninger efterfulgt af et Udkast til en Grundlov for Kongeriget Danmark. København: Forlaget Kronos
- Hohlenberg, Johannes (1948) Den ensommes vej. En Fremstilling af Søren Kierkegaards Værk. København: Hagerup. 2. udg. 1968, København: Minerva bøgerne. Fransk 1960
- Hohlenberg, Johannes sammen med P. Skov (1955) Ansigtet bag masken. Hvad den parlamentariske kommission ikke vilde vide. København: Rosenkilde og Bagger

## Johannes Hohlenbergs som redaktør
- Kvartalsskrift for psykisk Forskning. 1917-19
- Nye Tanker. Fortsat i: Tregreningen. 1920-22
- J.A.K-Bladet 1935-36
- Vidar. Nordisk tidsskrift for åndsvidenskap. (Fra 1935 Nordisk tidsskrift for antroposofi, samfundsliv og pedagogikk). 1926-40
- Øjeblikket. Tidsskrift for Økonomisk og Aandelig Frihed. 1947-54